# Twin Shadow
Twin Shadow, pseudonimo di George Lewis Jr. (Repubblica Dominicana, 1983), è un cantautore e musicista statunitense.

## Biografia
Nato in Repubblica Dominicana, è cresciuto in Florida. Inizia ad avere a che fare con la musica nel 2000 a Boston, entrando a fare parte del gruppo Mad Man Films. Dopo aver registrato alcuni lavori in maniera indipendente e musiche per teatri e film, decide di partire con un progetto solista nel momento in cui si trasferisce a Brooklyn. Nel novembre 2010 pubblica il suo primo album Forget, prodotto da Chris Taylor dei Grizzly Bear.
Nel 2011 partecipa a diversi festival musicali come il Coachella Valley Music and Arts Festival ed il Primavera Sound Festival, oltre a supportare il tour statunitense di Florence and the Machine.
Nel luglio 2012 pubblica il suo secondo disco, da lui prodotto ed intitolato Confess (4AD).

## Remixer
Come remixer ha riprodotto lavori di N.E.R.D, Oh Land, MS MR, Sky Ferreira e Lady Gaga.

## Discografia
Album
- 2010 - Forget
- 2012 - Confess
- 2015 - Eclipse
- 2018 - Caer
- 2021 - Twin Shadow

## Filmografia
- Future World, regia di James Franco e Bruce Thierry Cheung (2018)